# Михаил Милчев
Михаил Милчев е български театрален и филмов актьор.

## Биография
Михаил Милчев е роден на 21 януари 1965 г. в София. Завършва Актьорско майсторство за драматичен театър във ВИТИЗ „Кр. Сарафов“ в класа на проф. Николай Люцканов, както и специалност Право в СУ „Св. Климент Охридски“ през 1990 г.
След дипломирането си работи в трупата на Театър „София“. Играе в постановки на сцените на Театър „Сълза и смях“ и „Свободен театър“.
Като актьор участва в български и чуждестранни игрални филми, и в телевизионни програми. Владее английски и руски език, фехтовка и сценичен бой, танцува, пее и свири на ударни инструменти.
През 2010 г. за ролята на Шефлер в „Грозният“ от Мариус Майенбург печели награда „Икар“ за поддържаща мъжка роля. В киното е по-известен с ролята си на Бенишев, агент от ДАНС, в сериала „Под прикритие“.

## Филмография
- „Тигърчето“ (1973) - Пепи
- „Два диоптъра далекогледство“ (1976) - Жорко
- „Задача с много неизвестни“ (1977) - Патри
- „Талисман“ (1978) - Румен
- „Мъж за милиони“ (тв, 2006) – звукорежисьор
- „Под прикритие“ (2011 – 2016) – Богдан Бенишев, агент на ДАНС, впоследствие главен комисар в ГДБОП
- „Отплата“ (2012) - адвокат
- „Четвърта власт“ (2013 – 2014) – Илиян
- „Досието Петров“ (2015) – оперативен работник
- „Връзки“ (2015 – 2016) – доктор Добаров
- „Екшън“ (2019) - Такев
- „Братя“ (2020 – 2022) – Жеков
- „Отдел Издирване“ (2021) – военен прокурор
- „Порталът“ (2021) – съдебен лекар
- „Чичо Коледа“ (2021) – президентът
- „Като за последно“ (2021) - директорът на операта
- Алфа (сериал) (2024) ректор Желев
- "Гунди – Легенда за любовта" (2024) - Стефан Божков

## Дублаж
- „Смъртоносно оръжие 3“ (дублаж на Брайт Айдиас), 1993